# Ruth Cameron
Ruth Cameron is een Amerikaans zangeres en platenproducer in de jazz. Ze was de echtgenoot van bassist Charlie Haden.

## Biografie
Cameron kwam uit een muzikaal gezin, maar ze begon als theateractrice. Na haar huwelijk met Charlie Haden, werd ze zijn manager en was ze co-producer van veel van diens albums. Land of the Sun, een van die albums, won in 2005 de Grammy Award in de categorie 'Best Latin Jazz Album'.
Cameron studeerde zang. Haar eerste album was First Songs, voor het label EmArcy Records, met Haden, drummer Larance Marable en pianist Chris Dawson. Haar tweede album, in 1999 opgenomen voor Verve Records, was Roadhouse.
Ze was een van de vocalisten op Haden's Sophisticated Ladies. Ze werkte ook mee aan de familie Haden's bluegrass album Rambling Boy.

## Discografie

### Als leader
- Roadhouse (Verve, 1999)
- First Songs (Emarcy, 1997)

### Als gast
- Charlie Haden Sophisticated Ladies (EmArcy, 2011)
- Charlie Haden Rambling Boy (EmArcy, 2008)